# Will.i.am/Diskografie
Diese Diskografie ist eine Übersicht über die musikalischen Werke des US-amerikanischen Rappers will.i.am. Den Quellenangaben und Schallplattenauszeichnungen zufolge hat er bisher mehr als 132,6 Millionen Tonträger verkauft, davon alleine in seiner Heimat über 73,9 Millionen. Seine erfolgreichste Veröffentlichung ist die Autorenbeteiligung I Gotta Feeling mit mehr als 16,3 Millionen verkauften Einheiten.
In Deutschland erzielte will.i.am in seinen verschiedenen Funktionen drei Millionenseller. Seine Autorenbeteiligung zu I Gotta Feeling zählt zu den meistverkauften Singles des Landes der 2000er-Jahre; seine Interpretation zu Hall of Fame sowie seine Autorenbeteiligung und Produktion zu Scream & Shout zählen zu den meistverkauften Singles des Landes der 2010er-Jahre. Laut Schallplattenauszeichnungen verkauften sich alle seine Werke über 8,6 Millionen Mal in Deutschland, womit er zu den Musikern mit den meisten Tonträgerverkäufen des Landes zählt. In den deutschen Singlecharts ist er zudem der erfolgreichste Autor (Musik/Text) aus den Vereinigten Staaten. Wie bei Lukasz Gottwald schafften es fünf seiner Autorenbeteiligungen an die Chartspitze, jedoch konnten sich die Beiträge von ihm insgesamt 24 Wochen und somit eine Woche länger als die von Gottwald an der Chartspitze halten.

## Alben

### Studioalben
| Jahr | Titel Musiklabel                           | Höchstplatzierung, Gesamtwochen, AuszeichnungChartplatzierungen (Jahr, Titel, Musiklabel, Platzierungen, Wochen, Auszeichnungen, Anmerkungen) | Höchstplatzierung, Gesamtwochen, AuszeichnungChartplatzierungen (Jahr, Titel, Musiklabel, Platzierungen, Wochen, Auszeichnungen, Anmerkungen) | Höchstplatzierung, Gesamtwochen, AuszeichnungChartplatzierungen (Jahr, Titel, Musiklabel, Platzierungen, Wochen, Auszeichnungen, Anmerkungen) | Höchstplatzierung, Gesamtwochen, AuszeichnungChartplatzierungen (Jahr, Titel, Musiklabel, Platzierungen, Wochen, Auszeichnungen, Anmerkungen) | Höchstplatzierung, Gesamtwochen, AuszeichnungChartplatzierungen (Jahr, Titel, Musiklabel, Platzierungen, Wochen, Auszeichnungen, Anmerkungen) | Anmerkungen                              |
| Jahr | Titel Musiklabel                           | DE | AT | CH | UK | US | Anmerkungen                              |
| ---- | ------------------------------------------ | --- | --- | --- | --- | --- | ---------------------------------------- |
| 2001 | Lost Change BBE (BBE)                      | — | — | — | — | — | Erstveröffentlichung: 2. Oktober 2001    |
| 2003 | Must Be 21 BBE (BBE)                       | — | — | — | — | — | Erstveröffentlichung: 23. September 2003 |
| 2007 | Songs About Girls Interscope Records (UMG) | — | — | CH27 (4 Wo.)CH | UK68 (6 Wo.)UK | US38 (4 Wo.)US | Erstveröffentlichung: 25. September 2007 |
| 2013 | #willpower Interscope Records (UMG)        | DE11 (7 Wo.)DE | AT15 Gold · (6 Wo.)AT | CH10 (13 Wo.)CH | UK3 Gold · (19 Wo.)UK | US9 (7 Wo.)US | Erstveröffentlichung: 19. April 2013     |

## Singles

### Als Leadmusiker
| Jahr | Titel Album                                              | Höchstplatzierung, Gesamtwochen, AuszeichnungChartplatzierungen (Jahr, Titel, Album, Platzierungen, Wochen, Auszeichnungen, Anmerkungen) | Höchstplatzierung, Gesamtwochen, AuszeichnungChartplatzierungen (Jahr, Titel, Album, Platzierungen, Wochen, Auszeichnungen, Anmerkungen) | Höchstplatzierung, Gesamtwochen, AuszeichnungChartplatzierungen (Jahr, Titel, Album, Platzierungen, Wochen, Auszeichnungen, Anmerkungen) | Höchstplatzierung, Gesamtwochen, AuszeichnungChartplatzierungen (Jahr, Titel, Album, Platzierungen, Wochen, Auszeichnungen, Anmerkungen) | Höchstplatzierung, Gesamtwochen, AuszeichnungChartplatzierungen (Jahr, Titel, Album, Platzierungen, Wochen, Auszeichnungen, Anmerkungen) | Anmerkungen                                                                                         |
| Jahr | Titel Album                                              | DE | AT | CH | UK | US | Anmerkungen                                                                                         |
| ---- | -------------------------------------------------------- | --- | --- | --- | --- | --- | --------------------------------------------------------------------------------------------------- |
| 2007 | I Got It from My Mama Songs About Girls                  | DE33 (9 Wo.)DE | AT49 (5 Wo.)AT | CH77 (1 Wo.)CH | UK38 (5 Wo.)UK | US31 (9 Wo.)US | Erstveröffentlichung: 31. Juli 2007                                                                 |
| 2008 | Heartbreaker Songs About Girls                           | — | — | — | UK4 Gold · (26 Wo.)UK | — | Erstveröffentlichung: 5. Mai 2008 feat. Cheryl Cole                                                 |
| 2008 | One More Chance Songs About Girls                        | — | — | — | UK97 (1 Wo.)UK | — | Erstveröffentlichung: 4. August 2008                                                                |
| 2008 | It’s a New Day Change Is Now: Renewing America’s Promise | — | — | — | — | US78 (2 Wo.)US | Erstveröffentlichung: 7. November 2008                                                              |
| 2011 | T.H.E. (The Hardest Ever) –                              | — | AT19 (3 Wo.)AT | CH41 (2 Wo.)CH | UK3 Silber · (15 Wo.)UK | US36 (8 Wo.)US | Erstveröffentlichung: 20. November 2011 feat. Jennifer Lopez & Mick Jagger                          |
| 2012 | This Is Love #willpower                                  | DE54 (8 Wo.)DE | AT15 (14 Wo.)AT | CH8 Gold · (19 Wo.)CH | UK1 Platin · (16 Wo.)UK | — | Erstveröffentlichung: 1. Juni 2012 feat. Eva Simons                                                 |
| 2012 | Scream & Shout #willpower                                | DE1 ×4Vierfachplatin · (51 Wo.)DE | AT1 Platin · (40 Wo.)AT | CH1 ×2Doppelplatin · (43 Wo.)CH | UK1 ×2Doppelplatin · (35 Wo.)UK | US3 ×3Dreifachplatin · (24 Wo.)US | Erstveröffentlichung: 20. November 2012 Verkäufe: 8.100.000; feat. Britney Spears                   |
| 2013 | #thatPOWER #willpower                                    | DE7 Gold · (21 Wo.)DE | AT13 (17 Wo.)AT | CH23 (17 Wo.)CH | UK2 Gold · (14 Wo.)UK | US17 (16 Wo.)US | Erstveröffentlichung: 18. März 2013 feat. Justin Bieber                                             |
| 2013 | Fall Down #willpower                                     | DE48 (13 Wo.)DE | AT45 (2 Wo.)AT | CH59 (1 Wo.)CH | UK34 (2 Wo.)UK | US58 (1 Wo.)US | Erstveröffentlichung: 16. April 2013 feat. Miley Cyrus                                              |
| 2013 | Bang Bang #willpower                                     | — | — | — | UK3 Platin · (25 Wo.)UK | — | Erstveröffentlichung: 26. Juni 2013                                                                 |
| 2013 | Feelin’ Myself #willpower                                | DE55 (11 Wo.)DE | — | — | UK2 Platin · (17 Wo.)UK | US96 (2 Wo.)US | Erstveröffentlichung: 26. November 2013 feat. Miley Cyrus, French Montana, Wiz Khalifa & DJ Mustard |
| 2014 | It’s My Birthday –                                       | DE41 Gold · (9 Wo.)DE | — | — | UK1 Platin · (17 Wo.)UK | — | Erstveröffentlichung: 27. Mai 2014 feat. Cody Wise                                                  |
| 2016 | Boys & Girls –                                           | DE39 (6 Wo.)DE | — | — | UK21 Silber · (12 Wo.)UK | — | Erstveröffentlichung: 1. April 2016 feat. Pia Mia                                                   |
| 2022 | Solo –                                                   | — | — | — | — | — | Erstveröffentlichung: 25. März 2022 mit Willy William & Lali                                        |
| 2023 | The Formula –                                            | — | — | — | — | — | Erstveröffentlichung: 5. Mai 2023 feat. Lil Wayne                                                   |
| 2023 | Mind Your Business –                                     | — | — | — | — | — | Erstveröffentlichung: 21. Juli 2023 feat. Britney Spears                                            |
| 2023 | Let’s Go –                                               | — | — | — | — | — | Erstveröffentlichung: 20. Oktober 2023 feat. J Balvin                                               |
| 2025 | East LA –                                                | — | — | — | — | — | Erstveröffentlichung: 18. Juli 2025 mit Taboo                                                       |

### Als Gastmusiker
| Jahr | Titel Album                                | Höchstplatzierung, Gesamtwochen, AuszeichnungChartplatzierungen (Jahr, Titel, Album, Platzierungen, Wochen, Auszeichnungen, Anmerkungen) | Höchstplatzierung, Gesamtwochen, AuszeichnungChartplatzierungen (Jahr, Titel, Album, Platzierungen, Wochen, Auszeichnungen, Anmerkungen) | Höchstplatzierung, Gesamtwochen, AuszeichnungChartplatzierungen (Jahr, Titel, Album, Platzierungen, Wochen, Auszeichnungen, Anmerkungen) | Höchstplatzierung, Gesamtwochen, AuszeichnungChartplatzierungen (Jahr, Titel, Album, Platzierungen, Wochen, Auszeichnungen, Anmerkungen) | Höchstplatzierung, Gesamtwochen, AuszeichnungChartplatzierungen (Jahr, Titel, Album, Platzierungen, Wochen, Auszeichnungen, Anmerkungen) | Anmerkungen                                                                          |
| Jahr | Titel Album                                | DE | AT | CH | UK | US | Anmerkungen                                                                          |
| ---- | ------------------------------------------ | --- | --- | --- | --- | --- | ------------------------------------------------------------------------------------ |
| 2006 | Beep PCD                                   | DE5 Gold · (17 Wo.)DE | AT7 (21 Wo.)AT | CH6 (28 Wo.)CH | UK2 Silber · (11 Wo.)UK | US13 (20 Wo.)US | Erstveröffentlichung: 27. Februar 2006 Pussycat Dolls feat. will.i.am                |
| 2006 | I Love My Bitch The Big Bang               | DE38 (9 Wo.)DE | AT71 (2 Wo.)AT | CH22 (13 Wo.)CH | UK8 (10 Wo.)UK | US41 (12 Wo.)US | Erstveröffentlichung: 5. Juni 2006 Busta Rhymes feat. Kelis & will.i.am              |
| 2006 | Fergalicious The Dutchess                  | DE23 Gold · (12 Wo.)DE | AT34 (13 Wo.)AT | CH29 (19 Wo.)CH | UK— GoldUK | US2 ×4Vierfachplatin · (27 Wo.)US | Erstveröffentlichung: 23. Oktober 2006 Fergie feat. will.i.am                        |
| 2006 | Hip Hop Is Dead                            | DE84 (2 Wo.)DE | — | — | UK35 (5 Wo.)UK | US41 (5 Wo.)US | Erstveröffentlichung: 5. November 2006 Nas feat. will.i.am                           |
| 2007 | Baby Love –                                | DE5 (12 Wo.)DE | AT21 (12 Wo.)AT | CH14 (17 Wo.)CH | UK14 (9 Wo.)UK | — | Erstveröffentlichung: 18. September 2007 Nicole Scherzinger feat. will.i.am          |
| 2008 | The Girl Is Mine 2008 Thriller 25          | DE21 (12 Wo.)DE | AT51 (3 Wo.)AT | CH47 (8 Wo.)CH | UK32 (6 Wo.)UK | — | Erstveröffentlichung: 14. Januar 2008 Michael Jackson feat. will.i.am                |
| 2008 | In the Ayer Mail on Sunday                 | DE50 (6 Wo.)DE | — | — | UK29 (10 Wo.)UK | US9 ×2Doppelplatin · (21 Wo.)US | Erstveröffentlichung: 20. Mai 2008 Flo Rida feat. will.i.am                          |
| 2008 | All My Life (In the Ghetto) Follow Me Home | — | — | — | — | — | Erstveröffentlichung: 7. Oktober 2008 Jay Rock feat. Lil Wayne & will.i.am           |
| 2008 | Touch Your Button –                        | — | — | — | — | — | Erstveröffentlichung: 9. November 2008 Wyclef Jean feat. will.i.am & Melissa Jiménez |
| 2009 | I Wanna Go Crazy One Love                  | — | — | — | UK92 (1 Wo.)UK | — | Erstveröffentlichung: 24. August 2009 David Guetta feat. will.i.am                   |
| 2009 | 3 Words                                    | DE27 (9 Wo.)DE | AT56 (1 Wo.)AT | — | UK4 Silber · (22 Wo.)UK | — | Erstveröffentlichung: 20. Dezember 2009 Cheryl Cole feat. will.i.am                  |
| 2010 | I’m in the House –                         | — | — | — | UK29 (3 Wo.)UK | — | Erstveröffentlichung: 7. März 2010 Steve Aoki feat. & will.i.am als Zuper Blahq      |
| 2010 | OMG Raymond v. Raymond                     | DE27 Gold · (15 Wo.)DE | AT41 (9 Wo.)AT | CH38 (25 Wo.)CH | UK1 ×2Doppelplatin · (35 Wo.)UK | US1 ×8Achtfachplatin · (30 Wo.)US | Erstveröffentlichung: 22. März 2010 Usher feat. will.i.am                            |
| 2010 | Check It Out Pink Friday                   | — | — | — | UK11 Silber · (15 Wo.)UK | US24 (15 Wo.)US | Erstveröffentlichung: 3. September 2010 mit Nicki Minaj                              |
| 2011 | Free Perfectionist                         | DE15 Gold · (19 Wo.)DE | AT4 (17 Wo.)AT | — | — | — | Erstveröffentlichung: 28. Juni 2011 Natalia Kills feat. will.i.am                    |
| 2011 | Forever Weekend in America                 | — | — | — | UK43 (2 Wo.)UK | — | Erstveröffentlichung: 9. Oktober 2011 Wolfgang Gartner feat. will.i.am               |
| 2012 | Hall of Fame #3                            | DE2 ×2Doppelplatin · (36 Wo.)DE | AT1 Gold · (24 Wo.)AT | CH3 ×2Doppelplatin · (45 Wo.)CH | UK1 ×4Vierfachplatin · (49 Wo.)UK | US25 ×2Doppelplatin · (25 Wo.)US | Erstveröffentlichung: 19. August 2012 The Script feat. will.i.am                     |
| 2012 | Better Than Yesterday –                    | — | — | — | — | — | Erstveröffentlichung: 19. November 2012 Sidney Samson feat. & will.i.am              |
| 2012 | In My City –                               | — | — | — | — | — | Erstveröffentlichung: 2012 Priyanka Chopra feat. will.i.am                           |
| 2013 | Crazy Kids Warrior                         | DE56 (8 Wo.)DE | AT58 (1 Wo.)AT | — | UK27 (11 Wo.)UK | US40 Platin · (13 Wo.)US | Erstveröffentlichung: 29. April 2013 Ke$ha feat. will.i.am                           |
| 2013 | Something Really Bad The Fifth             | DE65 (4 Wo.)DE | — | — | UK10 (4 Wo.)UK | — | Erstveröffentlichung: 29. September 2013 Dizzee Rascal feat. will.i.am               |
| 2013 | It Should Be Easy Britney Jean             | — | — | CH71 (1 Wo.)CH | — | — | Erstveröffentlichung: 6. Dezember 2013 Britney Spears feat. will.i.am                |
| 2013 | Provocative –                              | — | — | — | — | — | Erstveröffentlichung: 2013 Brit Smith feat. will.i.am                                |
| 2014 | Home –                                     | — | — | — | UK56 (1 Wo.)UK | — | Erstveröffentlichung: 28. Juli 2014 Leah McFall feat. will.i.am                      |
| 2014 | EW! –                                      | — | — | — | — | US26 (2 Wo.)US | Erstveröffentlichung: 7. Oktober 2014 Jimmy Fallon feat. will.i.am                   |
| 2014 | I’m So Excited –                           | — | — | — | — | — | Erstveröffentlichung: 31. Oktober 2014 Anja Nissen feat. Cody Wise & wiil.i.am       |
| 2014 | Born to Get Wild Neon Future I             | — | — | — | — | — | Erstveröffentlichung: 8. Dezember 2014 Steve Aoki feat. will.i.am                    |
| 2020 | Brutal –                                   | — | — | — | — | — | Erstveröffentlichung: 6. März 2020 Drea Dury feat. will.i.am                         |

## Produktionen
| - 1998: Fallin’ Up/¿Que Dices? (The Black Eyed Peas) - 1998: Joints & Jam (The Black Eyed Peas) - 1998: Karma (The Black Eyed Peas) - 2000: BEP Empire/Get Original (The Black Eyed Peas) - 2000: Weekends (The Black Eyed Peas) - 2001: Request + Line (The Black Eyed Peas feat. Macy Gray) - 2003: Where Is the Love? (The Black Eyed Peas feat. Justin Timberlake) - 2003: Shut Up (The Black Eyed Peas) - 2004: Hey Mama (The Black Eyed Peas) - 2004: Let’s Get It Started (The Black Eyed Peas) - 2004: Ordinary People (John Legend) - 2005: Don’t Phunk with My Heart (The Black Eyed Peas) - 2005: Don’t Lie (The Black Eyed Peas) - 2005: My Humps (The Black Eyed Peas) - 2005: Pump It (The Black Eyed Peas) - 2006: Beep (Pussycat Dolls feat. will.i.am) - 2006: Play with Fire (Hilary Duff) - 2006: I Love My Chick (Busta Rhymes feat. Kelis & will.i.am) - 2006: Fergalicious (Fergie feat. will.i.am) - 2006: Mas que nada (Sérgio Mendes feat. The Black Eyed Peas) - 2006: Hip Hop Is Dead (Nas feat. will.i.am) - 2006: Save Room (John Legend) | - 2007: Can’t Forget About You (Nas feat. Chrisette Michelle) - 2007: A Dream (Common feat. will.i.am) - 2007: Big Girls Don’t Cry (Fergie) - 2007: Baby Love (Nicole Scherzinger feat. will.i.am) - 2007: Hot Thing (Talib Kweli feat. will.i.am) - 2007: Wait a Minute (Just a Touch) (Estelle feat. will.i.am) - 2007: I Want You (Common feat. will.i.am) - 2008: American Boy (Estelle feat. Kanye West) - 2008: In the Ayer (Flo Rida feat. will.i.am) - 2008: What’s Your Name (Usher feat. will.i.am) - 2009: I Need a Dance (Samman mit David Guetta & will.i.am feat. Paris) - 2009: Boom Boom Pow (The Black Eyed Peas) - 2009: Meet Me Halfway (The Black Eyed Peas) - 2009: 3 Words (Cheryl Cole feat. will.i.am) - 2010: Imma Be (The Black Eyed Peas) - 2010: Rock That Body (The Black Eyed Peas) - 2010: OMG (Usher feat. will.i.am) - 2010: The Time (Dirty Bit) (The Black Eyed Peas) - 2011: Party Rock Anthem (LMFAO) - 2011: Just Can’t Get Enough (The Black Eyed Peas) - 2011: Big Fat Bass (Britney Spears) - 2013: Work Bitch (Britney Spears) |

## Sonderveröffentlichungen
Gastbeiträge
- 2005: CB (Sangue Bom) (Marcelo D2 feat. will.i.am)
- 2005: La Patte (Saïan Supa Crew feat. will.i.am)
- 2006: That Heat (Sérgio Mendes feat. Erykah Badu & will.i.am)
- 2006: Keep Bouncin (Too Short feat. Snoop Dogg & will.i.am)
- 2006: A Dream (Common feat. will.i.am)
- 2007: Hot Thing (Talib Kweli feat. will.i.am)
- 2007: Wait a Minute (Just a Touch) (Estelle Swaray feat. will.i.am)
- 2007: Be OK (Chrisette Michele feat. will.i.am)
- 2007: I Want You (Common feat. will.i.am)
- 2008: Here I Come (Fergie feat. will.i.am)
- 2008: Funky Bahia (Sérgio Mendes feat. Siedah Garrett & will.i.am)
- 2008: What’s Your Name (Usher feat. will.i.am)
- 2009: Straighten Up and Fly Right (Nat King Cole feat. Natalie Cole will.i.am)
- 2009: On the Dancefloor (David Guetta feat. apl.de.ap & will.i.am)
- 2010: Wavin’ Flag (Celebration Remix) (K’naan feat. David Guetta & will.i.am)
- 2011: Big Fat Bass (Britney Spears feat. will.i.am)

## Promoveröffentlichungen
Promo-Singles
- 2012: Problem (The Monster Remix) (Becky G feat. will.i.am)

## Statistik

### Chartauswertung
|                     | DE    | AT    | CH    | UK    | US    |
| ------------------- | ----- | ----- | ----- | ----- | ----- |
| Nummer-eins-Alben   | DE—DE | AT—AT | CH—CH | UK—UK | US—US |
| Top-10-Alben        | DE—DE | AT—AT | CH1CH | UK1UK | US1US |
| Alben in den Charts | DE1DE | AT1AT | CH2CH | UK2UK | US2US |

|                       | DE     | AT     | CH     | UK     | US     |
| --------------------- | ------ | ------ | ------ | ------ | ------ |
| Nummer-eins-Singles   | DE1DE  | AT2AT  | CH1CH  | UK5UK  | US1US  |
| Top-10-Singles        | DE5DE  | AT4AT  | CH4CH  | UK14UK | US4US  |
| Singles in den Charts | DE21DE | AT16AT | CH14CH | UK28UK | US17US |

### Auszeichnungen für Musikverkäufe
| Land/RegionAuszeichnungen für Musikverkäufe (Land/Region, Auszeichnungen, Verkäufe, Quellen) | Silber       | Gold         | Platin         | Diamant       | Verkäufe   | Quellen                                                      |
| -------------------------------------------------------------------------------------------- | ------------ | ------------ | -------------- | ------------- | ---------- | ------------------------------------------------------------ |
| Australien (ARIA)                                                                            | —            | 7× Gold7     | 85× Platin85   | —             | 6.095.000  | aria.com.au                                                  |
| Belgien (BRMA)                                                                               | —            | 9× Gold9     | 10× Platin10   | —             | 490.000    | ultratop.be                                                  |
| Brasilien (PMB)                                                                              | —            | 7× Gold7     | 17× Platin17   | 9× Diamant9   | 3.580.000  | pro-musicabr.org.br                                          |
| Dänemark (IFPI)                                                                              | —            | 13× Gold13   | 18× Platin18   | —             | 638.500    | ifpi.dk                                                      |
| Deutschland (BVMI)                                                                           | —            | 20× Gold20   | 13× Platin13   | —             | 8.650.000  | musikindustrie.de                                            |
| Finnland (IFPI)                                                                              | —            | Gold1        | —              | —             | 26.456     | ifpi.fi                                                      |
| Frankreich (SNEP)                                                                            | Silber1      | 3× Gold3     | 4× Platin4     | 2× Diamant2   | 3.064.266  | infodisc.fr snepmusique.com                                  |
| Italien (FIMI)                                                                               | —            | 8× Gold8     | 23× Platin23   | —             | 1.490.000  | fimi.it                                                      |
| Japan (RIAJ)                                                                                 | —            | 6× Gold6     | Platin1        | —             | 850.000    | riaj.or.jp                                                   |
| Kanada (MC)                                                                                  | —            | Gold1        | 20× Platin20   | Diamant1      | 1.803.000  | musiccanada.com                                              |
| Kolumbien (ASINCOL)                                                                          | —            | Gold1        | —              | —             | 5.000      | Einzelnachweise                                              |
| Mexiko (AMPROFON)                                                                            | —            | 5× Gold5     | 9× Platin9     | 2× Diamant2   | 990.000    | amprofon.com.mx                                              |
| Neuseeland (RMNZ)                                                                            | —            | 12× Gold12   | 32× Platin32   | —             | 665.000    | aotearoamusiccharts.co.nz NZ2 NZ3                            |
| Niederlande (NVPI)                                                                           | —            | Gold1        | —              | —             | 10.000     | nvpi.nl                                                      |
| Norwegen (IFPI)                                                                              | —            | 2× Gold2     | 8× Platin8     | —             | 90.000     | ifpi.no NO2                                                  |
| Österreich (IFPI)                                                                            | —            | 6× Gold6     | Platin1        | —             | 112.500    | ifpi.at                                                      |
| Polen (ZPAV)                                                                                 | —            | Gold1        | 3× Platin3     | —             | 75.000     | olis.pl                                                      |
| Portugal (AFP)                                                                               | —            | —            | 3× Platin3     | —             | 30.000     | Einzelnachweise                                              |
| Russland (NFPF)                                                                              | —            | Gold1        | —              | —             | 35.000     | afp.org.pt (Memento vom 24. Januar 2009 im Internet Archive) |
| Schweden (IFPI)                                                                              | —            | 11× Gold11   | 16× Platin16   | —             | 810.000    | sverigetopplistan.se                                         |
| Schweiz (IFPI)                                                                               | —            | 3× Gold3     | 13× Platin13   | —             | 425.000    | hitparade.ch                                                 |
| Spanien (Promusicae)                                                                         | —            | 4× Gold4     | 14× Platin14   | —             | 740.000    | elportaldemusica.es                                          |
| Südkorea (KMCA)                                                                              | —            | —            | —              | —             | 1.916.570  | Einzelnachweise                                              |
| Vereinigte Staaten (RIAA)                                                                    | —            | 4× Gold4     | 60× Platin60   | Diamant1      | 73.900.000 | riaa.com                                                     |
| Vereinigtes Königreich (BPI)                                                                 | 14× Silber14 | 7× Gold7     | 35× Platin35   | —             | 26.961.000 | bpi.co.uk                                                    |
| Zentralamerika (CFC)                                                                         | —            | Gold1        | 3× Platin3     | —             | 245.000    | cfc-musica.com                                               |
| Insgesamt                                                                                    | 15× Silber15 | 134× Gold134 | 388× Platin388 | 15× Diamant15 |            |                                                              |